# Synagogan i Padua
Synagogan i Padua är en italiensk synagoga belägen på Via San Martino nummer 9 i det historiska gettot i staden Padua, Veneto. Synagogan byggdes 1584 och renoverades åren 1581, 1631, 1830 och 1865.